# Stadio Mario Berti
Lo stadio Mario Berti è un impianto calcistico del comune italiano di Caldiero, in provincia di Verona. Ospita le gare interne del Caldiero.

## Storia
Utilizzato a partire dal 2009, è intitolato alla memoria dell'imprenditore Mario Berti, storico mecenate del calcio a Caldiero.

## Descrizione
Principale impianto sportivo municipale per capienza e area superficiale, il “Berti” sorge a sud del colle Monte Rocca, a circa 1 km dal centro storico del paese, lungo la strada provinciale Caldiero-Belfiore.
L’impianto è composto dal campo principale con tribuna coperta da 1 200 posti a sedere, nonché da un campo secondario e due campi destinati al settore giovanile, uno a 9 giocatori ed uno a 7 giocatori, tutti in erba naturale. Dall'estate del 2024 è stato sottoposto a ristrutturazione par adeguarlo alle normative della Lega Pro dopo la promozione in Serie C del Caldiero. I lavori hanno riguardato i parcheggi esterni, le torri d'illuminazione, i locali di servizio, l'area hospitality, la tribuna stampa e l'aumento della capienza sopra il minimo di 1500 posti prescritto per la terza serie: in particolare è stato eretto un nuovo settore ospiti e, accanto, una torretta per le riprese televisive. Nell'attesa, il Caldiero ha giocato le proprie gare interne allo stadio Gavagnin-Nocini di Verona.
I lavori si sono conclusi ai primi del 2025: il primo incontro professionistico svoltosi al "Berti" ha avuto luogo il 12 febbraio, con la semifinale di ritorno della Coppa Italia di Serie C Caldiero-Giana Erminio, vinta dagli ospiti per 2-3. A decorrere da allora, la capienza dello stadio è stata portata a 1736 posti, dei quali 1210 in tribuna coperta e 526 nel settore ospiti.